# Låmivatnet
Låmivatnet of Loamevatnet (Noors) of Loamejávrre (Lule Sami) is een meer in de gemeente Fauske in de provincie Nordland, Noorwegen. Het is 11,43 vierkante kilometer groot. Het meer ligt ongeveer 5 kilometer ten oosten van het dorp Sulitjelma, net ten zuiden van de Sulitjelma-gletsjer en ten noorden van het nationale park Junkerdal. De grens met Zweden ligt 3 kilometer ten oosten van het meer. De waterkrachtcentrale van Låmi gebruikt het meer als reservoir.